# Societat Catalana de Sexologia
La Societat Catalana de Sexologia (SCS) és una societat acadèmica i entitat de dret públic fundada el 1969, que agrupa a professionals vinculats amb les Ciències de la Salut i propugna un model transdisciplinari de l'exercici de la Sexologia. Desenvolupa les seves activitats en el marc de l'Acadèmia de Ciències Mèdiques i de la Salut de Catalunya i Balears.
L'impulsor de la Societat Catalana de Sexologia en el si de l'Acadèmia de Ciències Mèdiques i de la Salut de Catalunya i Balears fou el Dr. Martín Garriga Roca, que en una trobada d'intel·lectuals a Poblet sorgi la necessitat de creació d'aquesta Societat, evidenciant el caràcter multidisciplinari de l'estudi de la sexologia, íntimament vinculat amb especialitats com la ginecologia, l'obstetrícia, la urologia, l'endocrinologia, la genètica, la psicologia clínica i la psiquiatria. També destaca les relacions amb l'educació, relacions humanes, sociològiques, jurídiques, religioses i racials. Tot això succeí en un moment històric determinat, caracteritzat per la repressió social i individual, fomentades pel franquisme i la moral de l'època.
La Societat Catalana de Sexologia va ser membre fundador de la Societat Mundial de Sexologia (World Association for Sexual Health, WAS) i de la Federación de Sociedades Sexológicas de España (FESS). Entre les activitats de la Societat es troben les sessions clíniques a la seu de l’Acadèmia, l’organització de congressos i jornades o la direcció d'activitats acadèmiques. També ha estat convidada a participar en Jornades i conferències d'altres associacions i federacions sexològiques nacionals i internacionals. Miquel Maresma i Matas és el president de la SCS des del 2019.

## Presidents de la Societat[5]
- Martí Garriga i Roca (1969-1971)
- Víctor Conill i Serra	(1971-1973)
- Joan Massana i Ronquillo (1973-1975)
- Albert Fortuny i Estivill	(1975-1977)
- Eudald Maideu i Puig (1975-1981)
- Josep Maria Farré i Martí	(1981-1987)
- Facund Fora i Eroles (1987-1992)
- Noemí Barja i Martínez (1992-1997)
- Miquel Maresma i Matas (1997-2006)
- Francisca Molero i Rodríguez (2006-2010)
- Manel Honrado i Eguren (2010-2019)
- Miquel Maresma i Matas (2019-)